# Sinocharis
Sinocharis là một chi bướm đêm thuộc họ Noctuidae.